# Mierzyce
Mierzyce [pronunciación en polaco: /mjɛˈʐɨt͡sɛ/] es un pueblo ubicado en el distrito administrativo de Gmina Wierzchlas, dentro del Distrito de Wieluń, Voivodato de Łódź, en Polonia central. Se encuentra aproximadamente a 6 kilómetros al sur de Wierzchlas, a 12 kilómetros al sureste de Wieluń, y a 88 kilómetros al suroeste de la capital regional Łódź.